# Gams bei Hieflau
Gams bei Hieflau ist eine Ortschaft in der Gemeinde Landl (Gerichtsbezirk bzw. Bezirk Liezen, nördliche Obersteiermark). Bis Ende 2014 war Gams bei Hieflau eine Gemeinde mit 561 Einwohnern (Stand 1. Jänner 2014). Im Rahmen der Gemeindestrukturreform in der Steiermark ist Gams seit 2015 mit den Gemeinden Landl, Palfau und der (im Bezirk Leoben liegenden) Gemeinde Hieflau zusammengeschlossen,
die neue Gemeinde führt den Namen Landl weiter. Grundlage dafür ist das Steiermärkische Gemeindestrukturreformgesetz – StGsrG. Eine Beschwerde, die von der Gemeinde gegen die Zusammenlegung beim Verfassungsgerichtshof eingebracht wurde, war nicht erfolgreich.
Die Grenzen der Bezirke Liezen und Leoben wurden so geändert, dass die neue Gemeinde vollständig im Bezirk Liezen liegt.

## Geografie
Gams liegt in einem Seitental der Enns und der Salza in der Obersteiermark. Das Gebiet gehört zu den westlichen Ausläufern des Hochschwabs, hat aber keinen Hochgebirgscharakter.
Gams hat drei Ortsteile: Gams, Gamsforst und Krautgraben.

## Geschichte
Das früheste Schriftzeugnis ist von 1139 und lautet „Gemze“. Der Name geht auf die slawische Ausgangsform *Kamenica (Siedlung beim Gestein) zurück.

### Einwohnerentwicklung
Die Bevölkerung schwankte seit 1869 jahrzehntelang zwischen etwa 700 und 800. Seit 1971 (759 Einwohner) ging die Bevölkerung stetig zurück, zuletzt auf 476 (Stand 1. Jänner 2024).

## Politik

### Gemeinderat
2010, nach der letzten Gemeinderatswahl vor der Gemeindeauflösung, ergab sich eine Aufteilung der insgesamt 9 Gemeinderatsmandate auf 
4 FPÖ, 3 SPÖ, 2 ÖVP.
Letzter Bürgermeister war Erich Reiter (FPÖ).

### Wappen der ehemaligen Gemeinde
Die Verleihung des Gemeindewappens erfolgte mit Wirkung vom 1. Dezember 1991.

Blasonierung (Wappenbeschreibung): „In blauem Schild silbern unter einem an die Schildränder stoßenden Bogen von Gipskristallen in Form von Schwalbenschwanzzwillingen wachsend drei Spitzen, auf deren mittleren, erniedrigten, dreispitzigen ein Gams steht.“

## Religion
96,3 % der Bevölkerung sind römisch-katholisch, 2,2 % evangelisch. Andere Bekenntnisse sind nicht oder nur in minimalen Anteilen vertreten. Ohne religiöses Bekenntnis sind 1,1 %.

## Kultur und Sehenswürdigkeiten

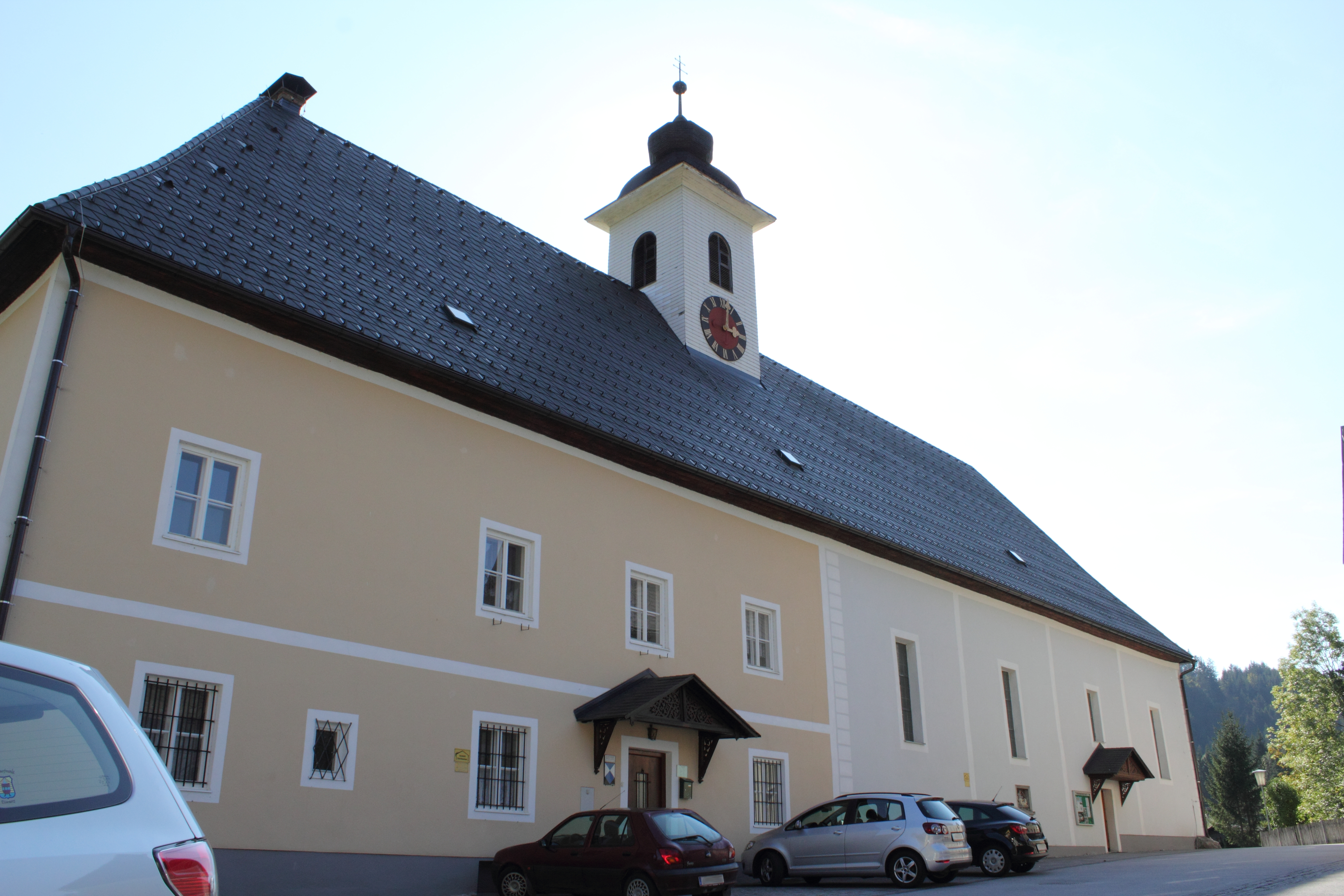
Kirche und Pfarrhof

- Katholische Pfarrkirche Gams bei Hieflau hl. Josef
- GeoZentrum Gams: Museum mit Geolehrpfad
- Kraushöhle: Naturdenkmal, Österreichs einzige Gipskristallhöhle

## Persönlichkeiten

### Ehrenbürger
- 1984: Josef Krainer (1930–2016), Landeshauptmann

### Söhne und Töchter der Ortschaft
- Eduard Lindner (1875–1947), Politiker
- Hermann Lußmann (* 1930), Politiker